# Maggie Castle
Maggie Castle, född 7 augusti 1983 i Montréal i Québec, är en kanadensisk skådespelerska, mest känd för sin roll som Jenny Kolinsky i skräckkomediserien Todd and the Book of Pure Evil. Hon har också spelat rollen som Amy Kramer i TV-serien Goosebumps och gjort rösten till karaktären Molly MacDonald i TV-serien Artur. Utöver detta, har hon även medverkat i flera andra produktioner, bland annat i filmerna Weirdsville och Tidsresenärens hustru.

## Filmografi (i urval)

### Filmer
- 1997 – Schakalen
- 2005 – The Perfect Man
- 2006 – The Woods
- 2007 – Weirdsville
- 2007 – I'm Not There
- 2009 – Tidsresenärens hustru
- 2010 – Starstruck
- 2017 – Stronger
- 2017 – Professor Marston and the Wonder Women
- 2018 – Super Troopers 2
- 2018 – American Woman

### TV-serier
- 1996 – Goosebumps (TV-serie)
- 1997–2018 – Artur (TV-serie) (röstroll)
- 2000 – Vadå, mörkrädd? (TV-serie)
- 2010–2012 – Todd and the Book of Pure Evil (TV-serie)
- 2015 – Saving Hope (TV-serie)